# Astragalus eriophyllus
Astragalus eriophyllus är en ärtväxtart som beskrevs av Pierre Edmond Boissier. Astragalus eriophyllus ingår i släktet vedlar, och familjen ärtväxter. Inga underarter finns listade i Catalogue of Life.